# Manettia pisifera
Manettia pisifera är en måreväxtart som beskrevs av Herbert Fuller Wernham. Manettia pisifera ingår i släktet Manettia och familjen måreväxter.
Artens utbredningsområde är Colombia. Inga underarter finns listade i Catalogue of Life.